# Kabinett Erhard I
Das erste Kabinett von Bundeskanzler Ludwig Erhard kam durch die Kanzlerwahl am 17. Oktober 1963 ins Amt. Zwei Tage zuvor war Bundeskanzler Konrad Adenauer von seinem Amt zurückgetreten. Im April hatte die CDU bereits Ludwig Erhard – trotz der Querelen zwischen Adenauer und Erhard – zu dessen Nachfolger bestimmt.

## Abstimmung im Bundestag
| Wahlgang                                             | Kandidat        | Kandidat                                         | Stimmen    | Stimmenzahl | Anteil | Koalitionspartei(en) | Koalitionspartei(en) | Koalitionspartei(en) | Koalitionspartei(en) |
| ---------------------------------------------------- | --------------- | ------------------------------------------------ | ---------- | ----------- | ------ | -------------------- | -------------------- | -------------------- | -------------------- |
| 1. Wahlgang                                          |                 | Ludwig Erhard (parteilos, auf Vorschlag der CDU) | Ja-Stimmen | 279         | 55,9 % |                      |                      |                      | CDU/CSU, FDP         |
| 1. Wahlgang                                          | Nein-Stimmen    | Ludwig Erhard (parteilos, auf Vorschlag der CDU) | 180        | 36,0 %      |        |                      |                      |                      | CDU/CSU, FDP         |
| 1. Wahlgang                                          | Enthaltungen    | Ludwig Erhard (parteilos, auf Vorschlag der CDU) | 24         | 2,8 %       |        |                      |                      |                      | CDU/CSU, FDP         |
| 1. Wahlgang                                          | Ungültig        | Ludwig Erhard (parteilos, auf Vorschlag der CDU) | 1          | 0,2 %       |        |                      |                      |                      | CDU/CSU, FDP         |
| 1. Wahlgang                                          | nicht abgegeben | Ludwig Erhard (parteilos, auf Vorschlag der CDU) | 15         | 3,0 %       |        |                      |                      |                      | CDU/CSU, FDP         |
| Damit wurde Ludwig Erhard zum Bundeskanzler gewählt. |                 |                                                  |            |             |        |                      |                      |                      |                      |

## Minister
| Amt oder Ressort                                           | Bild                 | Name                                         | Partei | Partei             |
| ---------------------------------------------------------- | -------------------- | -------------------------------------------- | ------ | ------------------ |
| Bundeskanzler                                              | Ludwig Erhard (1964) | Ludwig Erhard (1897–1977)                    |        | CDU oder parteilos |
| Stellvertreter des Bundeskanzlers Gesamtdeutsche Fragen    |                      | Erich Mende (1916–1998)                      |        | FDP                |
| Auswärtiges                                                |                      | Gerhard Schröder (1910–1989)                 |        | CDU                |
| Inneres                                                    |                      | Hermann Höcherl (1912–1989)                  |        | CSU                |
| Justiz                                                     |                      | Ewald Bucher (1914–1991) bis 27. März 1965   |        | FDP                |
| Justiz                                                     |                      | Karl Weber (1898–1985) ab 1. April 1965      |        | CDU                |
| Finanzen                                                   |                      | Rolf Dahlgrün (1908–1969)                    |        | FDP                |
| Wirtschaft                                                 |                      | Kurt Schmücker (1919–1996)                   |        | CDU                |
| Ernährung, Landwirtschaft und Forsten                      |                      | Werner Schwarz (1900–1982)                   | CDU    |                    |
| Arbeit und Sozialordnung                                   |                      | Theodor Blank (1905–1972)                    | CDU    |                    |
| Verteidigung                                               |                      | Kai-Uwe von Hassel (1913–1997)               | CDU    |                    |
| Verkehr                                                    |                      | Hans-Christoph Seebohm (1903–1967)           | CDU    |                    |
| Post- und Fernmeldewesen                                   |                      | Richard Stücklen (1916–2002)                 |        | CSU                |
| Wohnungswesen, Städtebau und Raumordnung                   |                      | Paul Lücke (1914–1976)                       |        | CDU                |
| Vertriebene, Flüchtlinge und Kriegsgeschädigte             |                      | Hans Krüger (1902–1971) bis 11. Februar 1964 | CDU    |                    |
| Vertriebene, Flüchtlinge und Kriegsgeschädigte             |                      | Ernst Lemmer (1898–1970) ab 19. Februar 1964 | CDU    |                    |
| Bundesrat und Länder                                       |                      | Alois Niederalt (1911–2004)                  |        | CSU                |
| Wissenschaftliche Forschung                                |                      | Hans Lenz (1907–1968)                        |        | FDP                |
| Familie und Jugend                                         |                      | Bruno Heck (1917–1989)                       |        | CDU                |
| Schatz                                                     |                      | Werner Dollinger (1918–2008)                 |        | CSU                |
| Wirtschaftliche Zusammenarbeit                             |                      | Walter Scheel (1919–2016)                    |        | FDP                |
| Gesundheitswesen                                           |                      | Elisabeth Schwarzhaupt (1901–1986)           |        | CDU                |
| Besondere Aufgaben ab 13. Juli 1964 Bundesverteidigungsrat |                      | Heinrich Krone (1895–1989)                   | CDU    |                    |
| Besondere Aufgaben Chef des Bundeskanzleramtes             |                      | Ludger Westrick (1894–1990) ab 16. Juni 1964 | CDU    |                    |

Siehe auch: Liste der deutschen Bundesregierungen – Liste der deutschen Bundesminister